# Filant (rei dels dríops)
Segons la mitologia grega, Filant (en grec antic Φύλας) va ser un rei dels driops.
Al capdavant del seu poble, assaltà el santuari de Delfos. Amb aquest pretext, Hèracles li va declarar la guerra, i va matar Filant. Va expulsar els driops del seu territori i el donà als melis. Va emportar-se captiva la filla de Filant, Meda, que li va donar un fill anomenat Antíoc.